# Ron Hagerthy
Ron Hagerthy est un acteur américain né le 9 mars 1932 à Andover (Dakota du Sud).

## Filmographie partielle

### Cinéma
- 1951 : I Was a Communist for the FBI de Gordon Douglas : Dick Cvetic
- 1951 : Les Amants de l'enfer (Force of Arms) de Michael Curtiz : Minto
- 1951 : La Ronde des étoiles (Starlift) de Roy Del Ruth : Cpl. Rick Williams
- 1953 : Titanic de Jean Negulesco : un collégien
- 1953 : La Charge sur la rivière rouge (The Charge at Feather River) de Gordon Douglas : Johnny McKeever
- 1953 : Traqué dans Chicago (City That Never Sleeps) de John H. Auer : Stubby Kelly
- 1954 : Ultime sursis (Make Haste to Live) de William A. Seiter : John 'Hack' Hackenthal
- 1957 : Eighteen and Anxious : Danny Fuller
- 1959 : Les Cavaliers (The Horse Soldiers) : Bugler
- 1962 : Saintly Sinners (en) de Jean Yarbrough : Joseph Braden
- 1965 : Runaway Girl : Mario Marelli
- 1967 : The Hostage : Steve Cleaves

### Télévision
- 1958 : Destination Nightmare : Pete Wade, Jr.
- 1964 : Le Californien (Guns of Diablo) : Carey Macklin